# Oeckinghausen
Oeckinghausen ist ein Ortsteil von Halver im Märkischen Kreis im nordrhein-westfälischen Regierungsbezirk Arnsberg in Deutschland.

## Lage und Beschreibung
Oeckinghausen liegt auf 306 m ü. NHN nordöstlich des Hauptortes an der Bundesstraße 229. Nachbarorte sind Mesenhohl, Bocherplatz, Bochen, Bruch, Ober- und Mittelcarthausen, Carthausen, Lömmelscheid, Clev und Niederlangenscheid. Bei dem Ort zweigt die Landesstraße 868 von der Bundesstraße ab. Die Bräumke, ein Zufluss der Hälver, durchfließt den Ort.
Im von Clev, Bruch und Oeckinghausen aufgespannten Dreieck befindet sich ein größeres Gewerbegebiet, das die ganze Fläche einnimmt. Auch in Oeckinghausen selber ist Gewerbe angesiedelt.

## Geschichte
Oeckinghausen  wurde erstmals 1430 urkundlich erwähnt, die Entstehungszeit der Siedlung (-inghausen-Form) wird aber für den Zeitraum zwischen 500 und 550 infolge der ersten sächsischen Landnahme vermutet. Somit gehört Oeckinghausen zu den ältesten Siedlungen in Halver.
Um 1500 ist durch Urkunden belegt, dass der Hof Oeckinghausen dem bergischen Amt Beyenburg abgabenpflichtig war. Die Gerichtsbarkeit des Hofs unterstand einem extra für die bergischen Höfe im ansonsten märkisch beherrschten Kirchspiel Halver bestellten bergischem Richter, was häufig zu Streit mit dem für das Kirchspiel eigentlich zuständigen märkischen Gografen führte.
1818 lebten 72 Einwohner im Ort. 1838 gehörte Oeckinghausen  als Titularort der Oeckinghauser Bauerschaft innerhalb der Bürgermeisterei Halver an. Der laut der Ortschafts- und Entfernungs-Tabelle des Regierungs-Bezirks Arnsberg als Dorf kategorisierte Ort besaß zu dieser Zeit 14 Wohnhäuser, sechs Fabriken bzw. Mühlen und elf landwirtschaftliches Gebäude. Zu dieser Zeit lebten 121 Einwohner im Ort, allesamt evangelischen Glaubens.
Das Gemeindelexikon für die Provinz Westfalen von 1887 gibt eine Zahl von 167 Einwohnern an, die in 17 Wohnhäusern lebten.
Oeckinghausen besaß einen Haltepunkt an der Hälvertalbahn. Bei Oeckinghausen befand sich der Oeckinghauser Schleifkotten.

## Persönlichkeiten
- Paul Winkhaus (1862–1933), deutscher Arzt und Politiker (DDP)
- Fritz Winkhaus (1865–1932), deutscher Bergbaumanager